# Mazituaya
Mazituaya är en ort i Mexiko.   Den ligger i kommunen Xoxocotla och delstaten Veracruz, i den sydöstra delen av landet, 230 km öster om huvudstaden Mexico City. Mazituaya ligger 2 553 meter över havet och antalet invånare är 230.
Terrängen runt Mazituaya är lite bergig. Runt Mazituaya är det ganska tätbefolkat, med 93 invånare per kvadratkilometer. Närmaste större samhälle är Xoxocotla, 3,8 km norr om Mazituaya. Omgivningarna runt Mazituaya är en mosaik av jordbruksmark och naturlig växtlighet.